# 岸祐二
岸 祐二（きし ゆうじ、1970年9月28日 - ）は、日本の俳優、声優。東京都出身。キューブ所属。

## 略歴
中学から大学までバスケットボールをプレーしていたことから1992年に『天才・たけしの元気が出るテレビ!!』のストリートバスケットボールコーナーに素人として出演。それをきっかけに、大学卒業後に芸能界に入る。
スポーツタレントやモデル、イベントMCなどを経て、1996年3月から1997年2月まで放送されたスーパー戦隊シリーズ『激走戦隊カーレンジャー』にて陣内恭介 / レッドレーサー役で主演を務め、俳優として本格デビューを果たす。その後は舞台や映像、声優など幅広く活動する。
ミュージカル『レ・ミゼラブル』とアニメ『レ・ミゼラブル 少女コゼット』では同役（アンジョルラス）を演じる。
かつてはサンミュージックおよびマウスプロモーションに所属し、フリー期間を経て、2007年8月ごろよりキューブに所属。
2009年12月に女優の菊地美香と結婚するも、2011年に離婚。
2015年、『レ・ミゼラブル』に8年ぶりに復帰を果たし、ジャベール役を務めた。
2016年、公式ファンクラブ「岸団」を開設した。

## 人物
趣味・特技は球技全般、歌、バスケットボール、ボクシング、ビリヤード、イラスト、殺陣。
舞台ではミュージカルを中心に活動している。

### スーパー戦隊シリーズ
- 『カーレンジャー』のオーディションでは、自身が選ばれるとは思っておらず、イエロー狙いだったという[3]。起用されてからは従来のヒーロー像を変えようと考え、レッドはむしろ崩しがいがあるというやる気に変わっていったと述べている[3]。
- 尊敬する俳優はレッドレーサーのスーツアクターを務めた横山一敏。赤祭2（2004年）にゲストとして横山が登場したが、これは岸が連れてきたものだったという共演した増島愛浩は岸を尊敬する俳優として挙げている。
- 『カーレンジャー』以外にも、俳優としても声優としても敵・味方様々な役でスーパー戦隊シリーズ（テレビ・Vシネマ・海外シリーズ）に出演[4]。竹本昇とは『カーレンジャー』以来の旧知であり、年に一回は必ず一緒に仕事するよう約束を交わしているという。本人は「作品それぞれの持ち味を壊さないよう、自分自身のキャラはあまり出さないようにしている」と語っている。
- アメリカ版の『カーレンジャー』である『パワーレンジャー・ターボ』では、後期のレッドレンジャー（かつて自らが演じたレッドレーサー）の声を担当し、『パワーレンジャー・イン・スペース』ではブルーレンジャー（メガブルー）の声を担当する。
- 『忍風戦隊ハリケンジャー』にゲスト出演することになったきっかけは、渡辺勝也監督から出演の要請があったためだという。
- 2011年5月22日放送分の『海賊戦隊ゴーカイジャー』の第14話にて『電磁戦隊メガレンジャーVSカーレンジャー』から約13年振りに陣内恭介役で出演。同作品では、『カーレンジャー』時代に1年間着用した衣装を着用しており、この衣装は東日本大震災の被災地支援のため放送終了後に声優の松本梨香らが企画したチャリティオークションに出品された[6]。

## 出演（俳優）

### テレビドラマ
- スーパー戦隊シリーズ（テレビ朝日・東映）
  - 激走戦隊カーレンジャー（1996年 - 1997年、テレビ朝日） - 主演・陣内恭介 / レッドレーサー 役
  - 星獣戦隊ギンガマン（1998年 - 1999年、テレビ朝日） - 岸本俊介 役
  - 忍風戦隊ハリケンジャー 第35話・最終話（2002年10月20日・2003年2月9日、テレビ朝日） - 滑川数馬 役
  - 海賊戦隊ゴーカイジャー 第14話（2011年5月22日、テレビ朝日） - 陣内恭介 役
  - 手裏剣戦隊ニンニンジャーVS仮面ライダードライブ 春休み合体1時間スペシャル（2015年3月29日、テレビ朝日） - ディー博士 / 妖怪ブルブルの声 役[7]
- はみだし刑事情熱系 PART2 第18話・PART4 最終話（1998年2月18日・2000年3月29日、テレビ朝日）
- 身辺警護3（1999年5月18日、日本テレビ）
- 燃えろ!!ロボコン 第22話（1999年6月27日、テレビ朝日） - 川喜多雄蔵 役
- 女と愛とミステリー ヤメ検弁護士・英剛直 佐渡が島殺人航路（2002年7月28日、テレビ東京）
- スカイハイ2 第二死（2004年1月23日、テレビ朝日）
- 富豪刑事 第6話（2005年2月17日、テレビ朝日）
- 月曜ゴールデン 万引きGメン・二階堂雪17 最期の嘘（2008年9月22日、TBS） - 杉浦俊一 役
- ホンボシ〜心理特捜事件簿〜 最終話 後編（2011年3月10日、テレビ朝日） - 大河内昌弘 役
- 遺留捜査 第3話（2011年4月27日、テレビ朝日） - 瀧博久 役
- 花咲舞が黙ってない 第2話（2014年4月23日、日本テレビ） - 島村雄太 役
- 陸王 第7話 - （2017年12月3日、TBS） - 関口智行 役
- 半沢直樹（2020年版）最終話（2020年9月27日、TBS） - 第一秘書 武田 役

### 映画
- きけ、わだつみの声 Last Friends（1995年）
- 群狼の系譜〜安藤組外伝（1998年） - 倉本 役
- プレイガール（2003年）
- コラソン de メロン（2009年）
- キングダム2 遥かなる大地へ（2022年） - 麃公軍武将 役

### オリジナルビデオ
- スーパー戦隊シリーズ - 陣内恭介 / レッドレーサー 役
  - 激走戦隊カーレンジャー スーパービデオ ヒーロースクール（1996年） - 主演
  - 激走戦隊カーレンジャーVSオーレンジャー（1997年、東映） - 主演
  - 電磁戦隊メガレンジャーVSカーレンジャー（1998年、東映）
- 極道競馬・がぶノミ荒矢（1998年） - 山本和夫 役
- 疵 血の黙示録・2・3・4（1998年・1999年） - 宗像祐司 役
- 安藤組外伝〜群狼の系譜 4（2000年） - 倉本 役
- 仁義19〜殺しの軍団（2000年）
- ブルースの錠1・2（2001年） - 二郎 役
- 嫌な奴。Bitch!（2001年） - 誠一 役
- 本気!
  - 〜序章（2001年） - 秀次 役
  - 26〜哀愁編（2003年） - 倉持 役
- 民事介入暴力 非合法領域2・3（2002年・2003年） - 浩二

### 舞台
- リストラバケーション（1995年） - 斉藤一美 役
- 貸席の女郎（1997年） - 主演・耕介 / キム・ヨンイ 役
- こちら葛飾区亀有公園前派出所 舞台版（1999年 - 2001年） - ボルボ西郷 役
- 北大阪信用金庫（2001年・2002年再演） - 竹太郎 役
- サムライデュオ（2002年） - 主演・佐々木小次郎 役
- レ・ミゼラブル
  - レ・ミゼラブル（2003年 - 2006年） - ブリュジョン 役
  - レ・ミゼラブル（2005年 - 2007年） - アンジョルラス 役
  - レ・ミゼラブル（2015年4月 - 9月　帝国劇場 / 中日劇場 / 博多座/ 梅田芸術劇場メインホール / オーバード・ホール（富山市芸術文化ホール） / 静岡市清水文化会館マリナート） - ジャベール 役
  - レ・ミゼラブル（2017年5月 - 10月　帝国劇場/ 博多座/ フェスティバルホール/ 中日劇場） - ジャベール 役
- ミス・サイゴン（2004年） - シュルツ大尉 役
  - （2008年、帝国劇場 / 2009年、博多座） - ジョン 役
- 秘密の花園（2005年） - クレーベン 役
- 桜の花にだまされて（2006年） - 主演・安住健一 役
- SASUKE（2006年） - 風魔小次郎 役
- ルドルフ 〜ザ・ラスト・キス〜（2008年5月6日 - 6月1日、帝国劇場） - プロイセン皇帝 ウィルヘルム / 革命家 カーロイ 役
- サンデー・イン・ザ・パーク・ウィズ・ジョージ（2009年） - 兵士 役
- ROCKN' JAM MUSICALI（2009年） - 主演
- GARANTIDO（2010年2月19日 - 28日） - 根岸 / 山田ノボル 役
- 戯伝写楽（2010年4月） - 大田南畝 役
- エリザベート - エルマー 役
  - （2010年8月 - 10月、帝国劇場）
  - （2012年5月 - 6月、帝国劇場 / 7月、博多座 / 8月、中日劇場 / 9月、梅田芸術劇場） - エルマー 役
- 三銃士（2011年7月 - 8月、帝国劇場/ 9月、博多座） - ポルトス 役
- 舞台 銀河英雄伝説
  - 外伝 オーベルシュタイン篇（2011年11月） - シュテファン・ノイマン役
  - 輝く星 闇を裂いて（2012年11月） - ウルリッヒ・ケスラー 役
  - 初陣 もうひとつの敵（2013年8月、日本青年館大ホール） - グレゴール・フォン・クルムバッハ 役
- セイギノミカタ（2012年12月、四ッ谷絵本塾ホール） - 演出 / 主演・三条紅介 役
- 天翔ける風に（2013年6月、シアタークリエ 他） - 甘井聞太左衛門 役
- Next To Normal（2013年9月、シアタークリエ 他） - ダン 役
- マホロバ（2014年7月、シアタークリエ 他） - クロガネ 役
- Familia -4月25日誕生の日-（2014年11月 - 12月、東京芸術劇場プレイハウス 他） - フェルナンド 役
- BIOHAZARD THE STAGE（2015年10月 - 11月、EX THEATER ROPPONGI） - リヤン・ハワード 役
- Honganji（2016年1月 - 2月、新歌舞伎座/中日劇場/EX THEATER ROPPONGI） - 下間頼龍 役
- ルルドの奇跡（2016年3月、シアター1010） - ペラマール神父 役
- アップル・ツリー（2016年5月28日 - 6月7日、赤坂RED THEATER） - アダム 役 他
- ヴィンセント・ヴァン・ゴッホ（2016年9月、新宿・紀伊國屋サザンシアター） - テオ 役[8]
- 扉の向こう側（2016年11月、東京芸術劇場プレイハウス / 兵庫県立芸術文化センター阪急中ホール） - ジュリアン 役[9]
- ロミオ&ジュリエット
  - （2017年1月 - 3月、赤坂ACTシアター、梅田芸術劇場メインホール） - ヴェローナ大公 役
  - （2019年2月 - 4月、東京国際フォーラム 他） - ロレンス神父　役
- In This House〜最後の夜、最初の朝（2018年4月4日 - 15日、東京芸術劇場 シアターイースト/2019年11月、六行会ホール、スクエア荏原 ひらつかホール） - ヘンリー 役
- TipTap オリジナルミュージカル『Play a Life』（2018年5月、福岡・シーメイトホール/東京・シアター代官山） - 夫 役
- KNIGHTS’TALE ナイツ・テイル-騎士物語-- シーシアス 役
  - （2018年7月-8月 帝国劇場/9月-10月 梅田芸術劇場）
  - （2021年9月、梅田芸術劇場/10月 - 11月、帝国劇場/11月 博多座）
- ミュージカル「REEFER MADNESS」（2019年7月、新宿村LIVE） - ジャック 役
- ペテン師と詐欺師（2019年9月、新橋演舞場） - アンドレ・チボー 役[10]
- リーディングシアター『キオスク』（2019年12月25日 - 29日、東京芸術劇場 シアターイースト/2020年1月18日 - 19日、兵庫県立芸術文化センター 阪急 中ホール）[11]
- リトル・ショップ・オブ・ホラーズ（2020年3月、シアタークリエ 他） - ムシュニック 役
- STAGE GATE VRシアター vol.1『Defiled -ディファイルド-』（リーディングスタイル） （2020年7月、DDD青山クロスシアター / VR配信） - ブライアン・ディッキー 役
- ミュージカル『新テニスの王子様』The First Stage（2020年12月12日 - 24日、日本青年館ホール／2020年12月29日 - 2021年1月10日、大阪・メルパルク大阪） - 三船入道 役[12][13]
- ブロードウェイミュージカル『メリリー・ウィー・ロール・アロング』（2021年5月 - 6月、新国立劇場　中劇場・愛知県芸術劇場大ホール・梅田芸術劇場メインホール）
- ミュージカル『カーテンズ』（2022年2月 - 3月、東京国際フォーラムホールC、新歌舞伎座、愛知県芸術劇場 大ホール） - アーロン 役
- キャッチ・ミー・イフ・ユー・キャン（2022年8月11日 - 9月4日、東京国際フォーラム Cホール / 9月9日 - 15日、オリックス劇場） - フランク・アバグネイルSr. 役[14]
  - キャッチ・ミー・イフ・ユー・キャン 再演（2024年8月19日 - 9月8日、東京国際フォーラム ホールC / 9月13日 - 17日、オリックス劇場）[15]
- ミュージカル「りんご」（2022年11月-12月、自由劇場）
- ミュージカル『バンズ・ヴィジット』(2023年2月、日生劇場) - アヴラム役
- SHE LOVES ME（2023年5月2日 - 30日、シアタークリエ / 6月3日・4日、東大阪市文化創造館 Dream House 大ホール / 6月8日 - 10日、御園座） - マラチェック役
- チャーリーとチョコレート工場（2023年10 - 2024年2月、帝国劇場・博多座・フェスティバルホール） - ソルト氏役[16]
  - チャーリーとチョコレート工場（2026年3月27日 - 31日〈予定〉、ウェスタ川越 / 4月7日 - 29日〈予定〉、日生劇場 / 5月〈予定〉、福岡 / 6月〈予定〉、大阪）[17]
- ブロードウェイミュージカル『ハネムーン・イン・ベガス』（2024年4月9日 - 29日、東京建物 Brillia HALL / 5月6日 - 19日、SkyシアターMBS） - トミー・コーマン 役[18][19]
- ミュージカル『プロデューサーズ』（2024年11月8日 - 12月6日、東急シアターオーブ） - フランツ・リープキン 役[20]
- ミュージカル『Fate/Zero』〜The Sword of Promised Victory〜（2025年1月18日 - 26日、THEATER MILANO-Za / 1月31日 - 2月2日、SkyシアターMBS） - ライダー 役[21]
  - ミュージカル『Fate/Zero』〜A Hero of Justice〜（2025年9月6日 - 21日〈予定〉、THEATER MILANO-Za）[22][23]
- ミュージカル『ジェイミー』（2025年7月、東京建物 Brillia HALL / 8月、大阪新歌舞伎座 / 8月、愛知県芸術劇場 大ホール） - ジェイミー父 / サンドラ・ボロック 役[24]
- ミュージカル『バグダッド・カフェ』（2025年11月2日 - 23日〈予定〉、シアタークリエ） - アーニー 役 他[25]

### CM
- サントリー デカビタC（ストリートバスケ 三浦カズ編）
- JAL リゾッチャ（大河内奈々子 ハワイ編）
- バンダイ「カーレンジャー変身シリーズ」他「カーレンジャー」関連商品
- 後楽園遊園地 「カーレンジャー ヒーローショー」
- ダリア ベネゼル ハイパーストレートフォーム（ナレーション）

## 出演（声優）
太字はメインキャラクター。

### テレビドラマ
- 生きるための情熱としての殺人（ナレーション）

### 映画
- 真夜中の弥次さん喜多さん（笑いの神様の声）

### テレビアニメ
1998年
- こちら葛飾区亀有公園前派出所（1998年 - 2008年、ボルボ、執事）
- ビーストウォーズII 超生命体トランスフォーマー（1998年 - 1999年、スクーバ、ドリルナッツ）

1999年
- メダロット（1999年 - 2000年、兄貴）
- 将太の寿司 心にひびくシャリの味（結城）
- HUNTER×HUNTER（第1作）（1999年 - 2001年、カイト、ピエトロ、ゴズ、カストロ、司会者）
- 未来少年コナンII タイガアドベンチャー（ジョージ）
- ビックリマン2000（ハ組の暴剣）

2000年
- 遊☆戯☆王デュエルモンスターズ（牛尾）

2001年
- 週刊ストーリーランド（猫）
- 仰天人間バトシーラー（アンドローギューノス）
- あぃまぃみぃ!ストロベリー・エッグ（天和響）
- ルパン三世 アルカトラズコネクション

2002年
- キャプテン翼（メンデス）
- 最終兵器彼女（カズ、兵士A、兵士）
- パタパタ飛行船の冒険（兵士）
- ルパン三世 EPISODE:0 ファーストコンタクト
- テニスの王子様（カズ）

2003年
- 攻殻機動隊 STAND ALONE COMPLEX
- WOLF'S RAIN（研究員A、刑事、警官A、少年C）
- L/R -Licensed by Royal-（マックスウェル）
- 最遊記RELOAD（2003年 - 2004年、兵士、泥使い）

2004年
- エリア88（パイロット）
- 妄想代理人
- 美鳥の日々（総長）
- 頭文字D Fourth Stage（男A）
- 犬夜叉（侍）
- 遊☆戯☆王デュエルモンスターズGX（フリード〈放浪の勇者 フリード〉）
- 砂ぼうず（島田）

2005年
- ディノブレイカー（職員A）

2006年
- 韋駄天翔（アーサー）

2007年
- 京四郎と永遠の空（ソウジロウ）
- レ・ミゼラブル 少女コゼット（神父、アンジョルラス）
- 英國戀物語エマ 第二幕（ベンヴォーリオ）
- 湾岸ミッドナイト（沢松）

2008年
- ウエルベールの物語 第二幕（クレイブン）

2022年
- 怪人開発部の黒井津さん（オーガマン）

### 劇場アニメ
- ビーストウォーズII 超生命体トランスフォーマー ライオコンボイ危機一髪!（1998年、スクーバ）
- こちら葛飾区亀有公園前派出所 THE MOVIE（1999年、ボルボ西郷[51]）
- 猫の恩返し（2002年）
- こちら葛飾区亀有公園前派出所 THE MOVIE2 UFO襲来! トルネード大作戦!!（2003年、ボルボ西郷）
- EX MACHINA（2007年、テレウス[52]）
- 劇場版ポケットモンスター ダイヤモンド&パール アルセウス 超克の時空へ（2009年、ケビン）

### OVA
- メーテルレジェンド（2000年、ブラント）
- 倒凶十将伝 封魔五行伝承（2001年、穿）
- Memories Off 仮面の心〜詩音編〜（2001年、詩音の父）
- 高校鉄拳伝タフ（2002年、天州）
- ファイナルファンタジーVII アドベントチルドレン（2005年 - 2009年、ヤズー） - 2作品
- ツバサ TOKYO REVELATIONS（2007年、封真）
- ストリートファイターIV〜新たなる絆〜（2008年、ケン）
- ツバサ 春雷記（2009年、封真）

### ゲーム
1998年
- ジョジョの奇妙な冒険（1998年 - 1999年、ンドゥール、ヴァニラ・アイス〈アーケード版〉、ヌケサク、ダービー） - 3作品

1999年
- ストリートファイターIII 3rd STRIKE -Fight for the Future-（ケン）

2000年
- CAPCOM VS. SNK MILLENNIUM FIGHT 2000（ケン）

2001年
- CAPCOM VS. SNK 2 MILLIONAIRE FIGHTING 2001（ケン）
- クラッシュ・バンディクー4 さくれつ!魔神パワー（クランチ）

2002年
- ジョジョの奇妙な冒険 黄金の旋風（ポルポ、ホルマジオ）
- 探偵 神宮寺三郎 Innocent Black（今泉直久）
- ラチェット&クランク（ロボット副官）

2003年
- アーマード・コア3 サイレントライン（イクスプロード）
- ルパン三世 海に消えた秘宝（部下B）
- イースI・IIエターナルストーリー（ダーム）
- 鬼武者 無頼伝（前田慶次郎）
- SUNRISE WORLD WAR Fromサンライズ英雄譚（オメガ）

2004年
- アーマード・コア ネクサス（ジノーヴィー、ジャック・O）
- 探偵 神宮寺三郎 KIND OF BLUE（今泉直久）
- クラッシュ・バンディクー 爆走!ニトロカート（クランチ）
- 東京魔人學園外法帖血風録（ロキ）
- 幻想水滸伝IV（フィンガーフート伯、ラマダ）
- サクラ大戦V EPISODE 0〜荒野のサムライ娘〜（ブレッド・バシレウス）

2005年
- 義経紀（源頼朝）

2006年
- サムライチャンプルー HIPHOPサムライアクション（黒土鬼）
- 転生學園月光録（伊達槇三郎）

2007年
- セツの火（和泉将明）
- BLADESTORM 百年戦争（ベルトラン・デュ・ゲクラン）

2008年
- テイルズ オブ シンフォニア -ラタトスクの騎士-（ホーク）
- ストリートファイターIV（2008年 - 2014年、ケン） - 3作品

2010年
- こちら葛飾区亀有公園前派出所 勝てば天国！負ければ地獄！両津流 一攫千金大作戦！（ボルボ西郷）

2012年
- ストリートファイター X 鉄拳（ケン）
- PROJECT X ZONE（ケン・マスターズ）
- モンスターハンター フロンティア オンライン（VOICE TYPE30）

2013年
- テイルズ オブ シンフォニア ユニゾナントパック（ホーク）

2015年
- PROJECT X ZONE 2:BRAVE NEW WORLD（ケン・マスターズ）

2016年
- ストリートファイターV（ケン）

2017年
- ウルトラストリートファイターII -The Final Challengers-（ケン、洗脳されたケン）
- ヴァルキリーコネクト（ケン）

2018年
- 大乱闘スマッシュブラザーズ SPECIAL（ケン、Miiファイター〈タイプ1〉）

2023年
- ストリートファイター6（ケン）

2025年
- 餓狼伝説 City of the Wolves（ケン） - DLC追加キャラクター

### ドラマCD
- 輝夜姫（サットン、ドン・ベラミー）
- 天然パールピンク（怪盗ハンサム）
- ぱにぽに（早乙女先生）
  - セカンドシーズンVol.2 〜桃月学園1年D組南国漂流記っス〜編
  - Vol.3 Ver.フロンティアワークス〜修学旅行密着24時〜

### 吹き替え

#### 映画（吹き替え）
- アニバーサリーの夜に
- ザ・ネゴシエーター 交渉人
- ブルドッグ
- ワンス・アポン・ア・タイム・イン・チャイナ/天地雷鳴（1993年） - ウォン・フェイホン 役（ドニー・イェン）
- ジターノ（2000年） - アンドレ 役（ホアキン・コルテス）
- ブラッドチェイス（2001年） - リック 役（ラッセル・ウォン）
- ベアーズ・キス（2002年） - ミーシャ 役（セルゲイ・ボドロフJr）
- レプリカント（2002年） - クリス 役（クリス・ケリー） ※ソフト版
- 東部戦線1944（2004年） - トラフキン 役（イゴール・ペトレンコ）
- トルク（2004年） - フォード 役（マーティン・ヘンダーソン）
- 迷宮の女（2005年） - マシアス 役（フレデリック・ディーファンタル）
- 美しい夜、残酷な朝（2005年） - リュ・ジホ 役（イ・ビョンホン）
- アイルランド（2006年） - イ・ジェボク 役（キム・ミンジュン）
- シンデレラ物語（2006年） - ニコロ王子 役（ショーン・フランク・サリバン）
- 春の日のクマは好きですか?（2007年） - ドンハ 役（キム・ナムジン）
- サウンド・オブ・ミュージック（2008年） - ロルフ 役 ※DVD新録版
- エリザベート 〜愛と哀しみの皇妃（2013年） - マクシミリアン 役
- アウトロー（2013年） - チャーリー 役（ジェイ・コートニー）
- ターミネーター2018
- メリー・ポピンズ リターンズ（2019年） - ジャック 役（リン＝マニュエル・ミランダ）[62]
- ゴリラのアイヴァン（2020年） - ジョージ 役（レイモン・ロドリゲス）
- 明日への地図を探して（2021年） - ダニエル 役
- ウォンカとチョコレート工場のはじまり（2023年） - スラグワース 役（パターソン・ジョセフ）[63]

#### ドラマ
- パワーレンジャーシリーズ
  - パワーレンジャー・ターボ（1999年 - 2000年） - セオドア・ジェイ・ジャービス・ジョンソン（T・J） / レッドレンジャー役（セルウィン・ウォード）
  - パワーレンジャー・イン・スペース（2000年 - 2001年） - セオドア・ジェイ・ジャービス・ジョンソン / ブルーレンジャー、ダークスペクター、エイリアンブラックレンジャー役
  - パワーレンジャー・ロスト・ギャラクシー（2002年） - セオドア・ジェイ・ジャービス・ジョンソン / スペースブルーレンジャー、アイロナイト役

#### アニメ
- X-メン:エボリューション（ランス・アバルース／アバランチ、コロッサス）
- サムライジャック（ドラゴン）
- ジャスティス・リーグ（バーンズ）
- スピリット
- ノートルダムの鐘II
- バットマン:ブレイブ&ボールド（ミュージックマイスター）
- リロ・アンド・スティッチ ザ・シリーズ

### 特撮
- スーパー戦隊シリーズ
  - 百獣戦隊ガオレンジャー（2001年、カメラオルグの声[29]）
  - 忍風戦隊ハリケンジャーVSガオレンジャー（2003年、チュウボウズの声）
  - 特捜戦隊デカレンジャー（2005年、ガニメデの声[41]）
  - 轟轟戦隊ボウケンジャー（2007年、ダガーギンの声[64]）
  - 獣拳戦隊ゲキレンジャーVSボウケンジャー（2008年、バーカーの声）
  - 炎神戦隊ゴーオンジャー（2009年、ダンベルバンキの声[65]）
  - ゴーカイジャー ゴセイジャー スーパー戦隊199ヒーロー大決戦（2011年、レッドレーサーの声[66]）
  - 爆上戦隊ブンブンジャー 劇場BOON! プロミス・ザ・サーキット（2024年、デイモンサンダーの声[67]）
- ドゲンジャーズ（2020年、オーガマンの声）
  - ドゲンジャーズ〜ナイスバディ（Nice Buddy）〜（2021年、オーガマンの声）
  - ドゲンジャーズ〜ハイスクール〜（2022年、オーガマンの声）
  - ドゲンジャーズ〜メトロポリス〜（2023年、オーガマンの声）
  - シン・ドゲンジャーズ（2024年、オーガマンの声）

### ラジオ
- 石田彰・岸祐二の五番街で逢いましょう（ラジオ関西）
- 岸祐二のKissin' Time（ラジオ関西）
- 岸祐二・木下綾香のミュージック・サンデー（FM世田谷）

### 音楽CD
- 風ガ吹クトキ（2005年11月26日） - 歌手としてのファーストミニアルバム。ZABADAKがプロデュース。
- Lights and Shadows（2018年2月20日） - ミュージカルユニットMon STARSとしてのミニアルバム

### その他コンテンツ
- RIZIN（リングアナウンサー）